# DMG MORI Precision Boring
DMG MORI Precision Boring株式会社（ディーエムジーモリ プレシジョン ボーリング）は、日本の工作機械メーカーであり、新潟県長岡市に本社および工場を構えている。DMG森精機の連結子会社。コーポレートスローガンは、「技術のチカラで世界を作る」

## 概要
横中ぐりフライス盤をはじめとする工作機械などを製造し、販売している。横中ぐりフライス盤は、国内シェア第2位で、海外展開も積極的に行っている。1938年に設立した日本重工業株式会社が前身となっている。
倉敷紡績が保有している全株式が2024年1月5日付でDMG森精機とDMG森精機のドイツ現地法人であるDMG MORI Europe Holding GmbHへ譲渡され、倉敷機械は同日付でDMG森精機の連結子会社となった。また、2024年4月1日付で倉敷機械株式会社から、DMG MORI Precision Boring株式会社へと企業名が変更された。

## 沿革
- 1938年 - 前身の日本重工業株式会社が設立。
- 1949年 - 倉敷機械工業株式会社設立。
- 1951年 - 倉敷機械株式会社に社名変更。
- 1981年 - 米国現地法人 KURAKI AMERICA CORPORATIONを設立。
- 1984年 - MYPAC CAD/CAMシステムを開発。
- 1999年 - ISO9001取得。
- 2005年 - 福山営業所を開設。
- 2005年 - 中国現地法人 上海仓机商贸有限公司を設立。
- 2007年 - 大型組立工場を増設。
- 2010年 - 台湾現地法人 台灣倉敷機械股份有限公司を設立。
- 2019年 - 設立から70周年を迎える。
- 2024年 - DMG森精機の連結子会社となる。
- 2024年 - 倉敷機械株式会社からDMG MORI Precision Boring株式会社に社名変更。

## 拠点

### 国内
- 本社・工場（新潟県長岡市）
- 東京営業所（東京都江東区）
- 大阪営業所（大阪市西区）
- 名古屋営業所（名古屋市中村区）
- 福山営業所（広島県福山市）

### 海外
- 米国（シカゴ）
- 中国（上海）
- 台湾（台中）

## 主要製品

### 工作機械・特殊機械
- 横中ぐりフライス盤
- 横形マシニングセンタ
- ガンドリルマシン
- 複合フライス盤
- 内径精密加工専用機
- ノッチングマシン

### 情報機器
- CADシステム
- CAMシステム